# Gaofen 1
O Gaofen 1 ou GF-1 é um satélite de observação da Terra chinês com imagens de alta resolução.
Este satélite foi lançado em 26 de abril de 2013 por um foguete do tipo Longa Marcha 2D à partir do centro de lançamentos de satélites de Jiuquan e foi o primeiro satélite de uma rede de satélites de observação terrestre desenvolvida pelo governo chinês.